# Étienne-Charles-Auguste Brosse
Pour les articles homonymes, voir Brosse.
Étienne Charles Auguste Brosse est un homme politique français né le 16 août 1782 à Charnay (Saône-et-Loire) et décédé le 25 août 1832 à Paris.

## Biographie
Né à Charnay, fils de Charles Antoine Brosse, avocat en Parlement et de Catherine Antoinette Cadot, il est sous-lieutenant de hussards en 1809, capitaine en 1813, chevalier de la Légion d'honneur, il se retire dans ses terres à la Restauration. Maire de Cormatin, où il est propriétaire du château, conseiller général, il est député de Saône-et-Loire de 1831 à 1832, siégeant dans l'opposition. Une de ses filles épouse Pierre-Henri de Lacretelle, futur député du département.

## Sources
- « Étienne-Charles-Auguste Brosse », dans Adolphe Robert et Gaston Cougny, Dictionnaire des parlementaires français, Edgar Bourloton, 1889-1891 [détail de l’édition]

### article connexe
- Liste des députés de Saône-et-Loire